# All Saints' South Elmham
All Saints' South Elmham är en by i civil parish All Saints and St. Nicholas, South Elmham, i distriktet East Suffolk, i grevskapet Suffolk, i England. Byn är belägen 7 km från Halesworth. South Elmham All Saints var en civil parish fram till 1737. Parish hade 239 invånare år 1831.